# Ördögmalom-vízesés
Az Ördögmalom-vízesés a Visegrádi-hegységben található Visegrád központjától 2,5 km-re délkeletre, a Malomkerti-völgyben van. kb. 1,5 méter[forrás?] magas. Visegrádról a piros turistajelzés vezet a vízeséshez. Autóval burkolt úton is megközelíthető.
Az Apátkúti-patak magába fogadva a Magda-forrás vizét is sziklás vidékre ér. Bekanyarodva a műút hídja alatt északnak fordul. A sziklafalon lezúduló víz és hordalék mélyedést koptatott már a kőbe.
Tovább menve a piros jelzésen hamarosan (2 km után) elérjük a jó- és bővizű Kaán-forrást.